# Лаврентьєв Михайло Тихонович
Миха́йло Ти́хонович Лавре́нтьєв (*1834 — †1907) — один із перших повітроплавців Російської імперії, винахідник, аеронавт. З 1861 року проживав у Харкові, де власноруч змайстрував кілька аеростатів, на яких літав над Москвою, Одесою, Таганрогом та іншими містами.

## Життєпис
Народився у 1834 році у Тамбовській губернії в родині кріпосного. 
У 1842 році хлопчика забрали до панського двору, де він працював лакеєм, ковалем, декоратором в кріпосному театрі. Згодом опинився в Сибіру — звідти до поміщиці приїхав гість з собаками, і вона обміняла свого художника на одну із собак. Там Лаврентьєв одружився зі Степанидою — її заслали в Сибір за участь у селянському заворушенні. Згодом, за побиття хазяїна дівчини, подружжя в кандалах етапували в харківську тюрму, за місцем попереднього проживання Степаниди. 
У 1861 році, з відміною кріпосного права, Михайла і Степаниду з малою дитиною на руках — звільнили. Вони оселилися в Харкові, на провулку Холодногірському, сьогодні — провулок Сількорівський, 6.
У 1874 році у місті демонстрував політ на аеростаті французький капітан Бюнель — Лаврентьєв вирішив зробити те саме. Студенти університету роз'яснили йому основи повітроплавання, потім він розпродав своє майно, а на отримані гроші власноруч побудував повітряну кулю, лише якір був викований на заводі — за моделлю, зробленою Лаврентьєвим. Але грошей на газ не вистачило. У допомозі Лаврентьеву відмовляли: ніхто не вірив у справу мужика. Лише після наполегливих прохань директор газового заводу дав газ безкоштовно. 
28 квітня 1874 року відбувся перший політ Лаврентьєва — без баласту — з території газового заводу (Москалівка, вулиця Газова, сьогодні — вулиця Світло шахтаря). Аеростат, об'ємом 1150 м³, пробув в повітрі півтори години і упішно приземлився. Лаврентьєву дозволили влаштувати гуляння з платою за вхід і узяти пасажирів на наступний політ, тоді як перший він зробив один і у присутності лише небагатьох офіційних осіб.
Наступного дня, під час транспортування до міста, куля згоріла — врятувати вдалося лише корзину. Щоб побудувати другу кулю, Лаврентьєв відкрив кредит. Він майстрував кулю у себе вдома: вручну просочував оболонку самостійно скомпонованою сумішшю, просушував її, розвісивши на гілках дерев в саду. Цю кулю Лаврентьєв назвав «Харків» і розфарбував в кольори російського прапора: білий, синій та червоний — вона мала об'єм 2400 м³. Політ відбувся 16 червня 1874 року (за іншими даними — 18-го червня) і тривав більше години. Аеронавт взяв з собою ще чотирьох пасажирів (за іншими даними — трьох).
Лаврентьєв вирішив відвідати інші міста імперії. У серпні цього ж року він здійснив політ в Москві, але куля отримала пошкодження, і винахідник повернувся до Харкова. Він відремонтував аеростат і випробував його 8 вересня 1874 року в Харкові. Але на висоті понад 2500 м оболонка кулі тріснула, Лаврентьєв не постраждав — отримав лише декілька подряпин. З ремонтом йому допомогли артисти міського театру — передали збори з двох спектаклів.
На третьому своєму аеростаті Лаврентьев здійснив політ 22 травня 1875 року.
Згодом Лаврентьєв збанкрутів і його майно було розпродане за борги. Сім'я аеронавта стала трупою бродячих акторів і постійно переїжджала.
У Ростові-на-Дону Лаврентьєв познайомився з офіцерами-поміщиками братами Бессоновими, які запропонували йому стати їх інструктором. Разом вони влаштовували показові польоти в Таганрозі та Одесі. Із повідомлення про політ в Одесі у вересні 1879 року:
| «2-го вересня пан Лаврентьєв здійснив чудову подорож в Одесі. Його супроводжували: його компаньйон і учень, поручик російської служби п. Бессонов, який сам має намір стати повітроплавцем, і редактор місцевого «Листка» п. Навроцький... О 5 г. 45 хв. «Ростов на Дону» повільно піднявся і на невеликій спочатку висоті полетів до затоки. Через 20 хвилин п. Лаврентьєв змушений був викинути весь пісок, викинули лавки, дошку, що замінювала підлогу, прапори, і хоча куля дійшла до висоти 700 сажнів, але повітряна течія була така ж сама, як і внизу, і продовжувала просувати кулю в затоку. Протримавшись декілька хвилин на цій висоті, неполегшуваний аеростат почав спускатися донизу. Ситуація ставала небезпечною... повітроплавці знаходилися на висоті не більше 200 сажнів від води, хоча і було скинуто все, навіть украй необхідне; все-таки куля не піднімалася... Зважитися на що-небудь було украй необхідно, і ось — обрізаний якір полетів в море. Полегшена куля величаво понеслася в хмари і... між нею і морем було 1 700 сажнів. Як передбачав п. Лаврентьев, так і сталося. На цій висоті течія повітря була майже протилежна тій, що існувала внизу. Декілька секунд опісля повітроплавці бачили під собою землю... Цього разу, піднявшись майже на версту вище, ніж 30 серпня, повітроплавці знайшли температуру 3° за Реом. О 6 годині 55 хв. мандрівники опустилися дуже вдало (завдяки знову-таки чудовій спритності і досвідченості п. Лаврентьєва) в маєтку Малаховського біля села Александровки, розташованого недалеко від с. Дофіновки, верстах в 19-20 від Одеси, а о 12 годині ночі прибули до Одеси...[6]. Оригінальний текст (рос.) «2-го сентября г-н Лаврентьев совершил замечательное путешествие в Одессе. Ему сопутствовали: его компаньон и ученик, поручик русской службы г. Бессонов, который сам намерен сделаться воздухоплавателем, и редактор местного «Листка» г. Навроцкий... В 5 ч. 45 м. «Ростов на Дону» медленно поднялся и на небольшой сначала высоте полетел к заливу. Через 20 минут г. Лаврентьев принужден был выбросить весь песок, выбросили скамейки, доску, заменявшую пол, флаги, и хотя шар дошел до высоты 700 сажен, но воздушное течение было то же, что и внизу, и продолжало продвигать шар в залив. Продержавшись несколько минут на этой высоте, необлегчаемый аэростат начал спускаться вниз. Положение становилось опасным... воздухоплаватели находились на высоте не более 200 сажен от воды, хотя и было сброшено все, даже крайне необходимое; все-таки шар не поднимался... Решиться на что-нибудь являлось крайне настоятельным, и вот — обрезанный якорь полетел в море. Облегченный шар величаво понесся в облака и... между ним и морем было 1 700 сажен. Как предвидел г. Лаврентьев, так и случилось. На этой высоте течение воздуха было почти противоположное существовавшему внизу. Несколько секунд спустя воздухоплаватели видели под собою землю... В этот раз, поднявшись почти на версту выше, чем 30 августа, воздухоплаватели нашли температуру 3° по Реом. В 6 час. 55 мин. путешественники опустились очень удачно (благодаря опять-таки замечательной ловкости и опытности г. Лаврентьева) в имении Малаховского около деревни Александровки, расположенной недалеко от с. Дофиновки, верстах в 19-20 от Одессы, а в 12 часов ночи прибыли в Одессу...». |
Одного разу, коли аеронавти приземлилися в селі, їх оточив натовп людей, озброєних вилам і косами. Щоб довести, що вони не посланці пекла, Лаврентьєв здогадався продемонструти людям натільний хрест.
До 1879 року з десяти відомих в Російській імперії польотів на повітряних кулях п'ять належали Лаврентьєву.
У 1880 році утворилося «Первое русское общество воздухоплавателей». Воно організувало повітряно-поштову лінію на некерованих аеростатах між Петербургом і Архангельськом. Їх пілотами погодилися бути Лаврентьев і один з братів Бессонових.
Останні роки життя Михайло Тихонович займався піротехнікою, працював на курортах в Кисловодську, Желєзноводську і П'ятигорську. А також розробляв проект керованого літального апарата, на якому хотів «... прорізати повітря в бажаному напрямі, а не бути іграшкою вітру».
Що це був за апарат — дирижабль або літак — невідомо: документи не збереглися.
Помер у 1907 році, у віці 73-х років, через хворобу серця.